# 東部發電廠清流機組
東部發電廠清流機組為一座位於臺灣花蓮縣秀林鄉銅門村的小型水力發電廠。舊稱清流發電廠，台電公司東部發電廠進行組織改造後，將該廠全名改名為臺灣電力股份有限公司東部發電廠清流機組。民間又有清流水力發電廠、清流電廠等稱呼。廠區坐落在木瓜溪下游左岸處，鄰近東部發電廠銅門機組。清流機組最早於1941年啟用，但不久即毀於洪水，目前所運轉的電廠則是1980年代台電公司開發花蓮木瓜溪水力發電工程的第一座電廠。

## 沿革

### 日治時期
清流發電廠最早於臺灣日治時期由日本人所規劃興建，並於1939年動工開始發電廠工程，於1941年10月，發電廠工程竣工開始運轉供電，當時稱為「清水第二發電所」，是一座採川流式發電的小型水力發電廠，水源取自木瓜溪支流清水溪的支流清流溪的溪水進行發電，裝置容量為5000瓩。
1943年至1945年之間，臺灣遭遇嚴重之颱風及暴雨侵害，導致清水第二發電所損壞嚴重。尤其在1945年間奇萊附近發生大山崩，破碎山岩被水沖刷流入木瓜溪中，導致溪床上昇高達10多公尺，讓銅門村附近的清水第二發電所及銅門發電所皆被埋沒在砂石之中。

### 省政府時期
1946年，二戰結束中華民國接管臺灣後隔年，臺灣省政府旗下之臺灣電力公司計畫修復位遭美軍轟炸原日本人所遺離下來的發電設施，1949年5月11日，時任臺電公司總經理的劉晉鈺率領臺電企劃處工作人員等多人前往花蓮立霧、初音、銅門以及清水第二等日本人所遺留之發電機組進行考察。
1983年，臺電公司進行木瓜溪流域電廠擴建工程，在清水第二發電所原址的上方興建發電廠，裝置一部容量4,200瓩（4.2MW）之橫軸法蘭西斯式水輪發電機（Francis turbine），整套電器設備工程由大同公司製造，發電廠重建工程完工後改稱為「清流發電廠」。
1990年6月，歐菲莉颱風（Ofelia）讓原清水第二發電所的廠房再度浮出溪床之上，因此如今仍可在木瓜溪右岸溪床上看到清水第二發電所的遺跡。

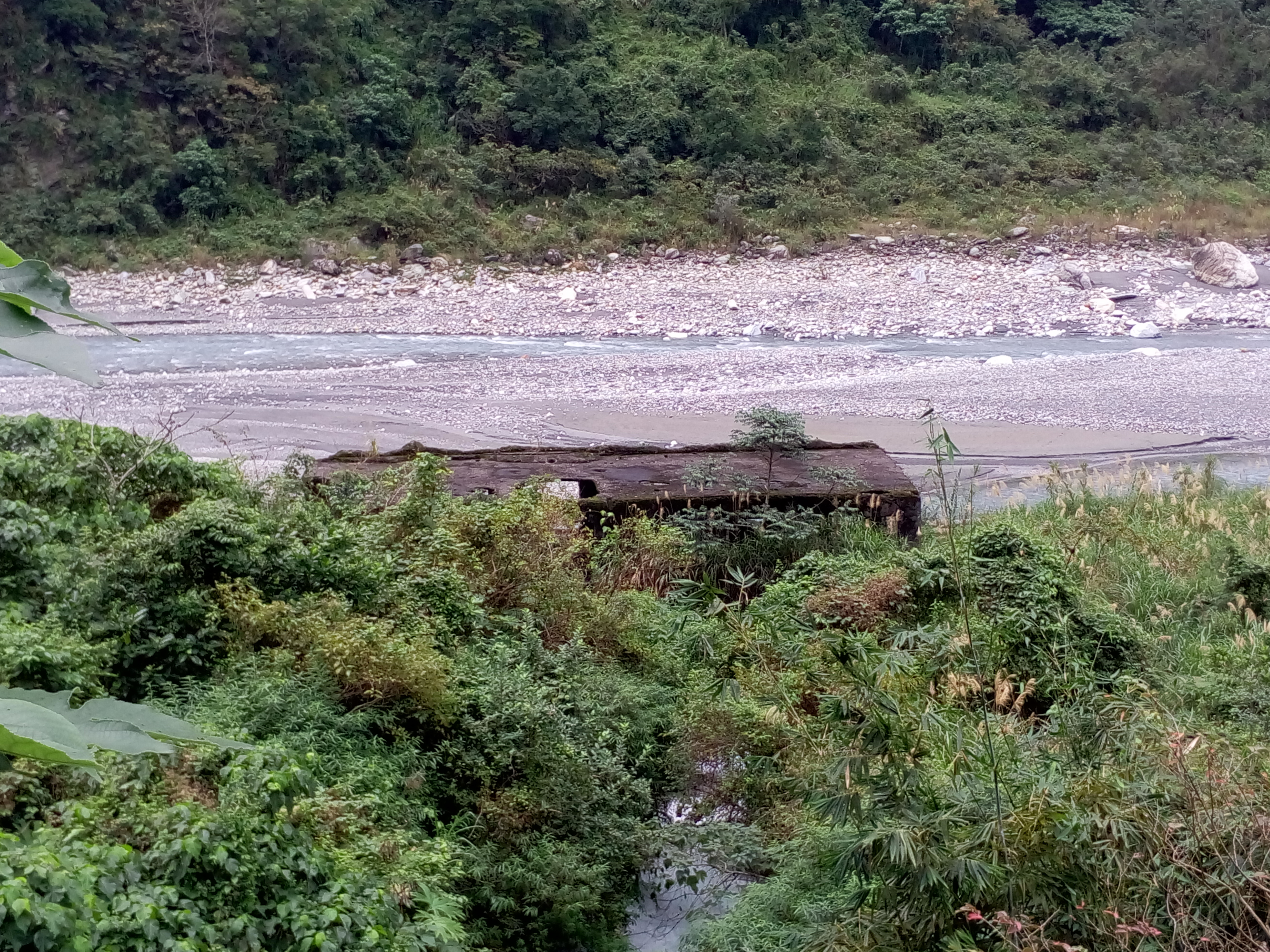
原日治時期的清水第二發電所遺跡現況

### 現今
1995年4月8日，木瓜溪沿岸發生山崩，同年5月1日至5月15日期間更受到連日大雨影響，造成大量落石崩坍，清流發電廠的壓力鋼管被落石擊毀，主變壓器散熱器亦被落石擊毀，受損嚴重，嗣後臺電東部發電處隨即進行防護及搶修工作，於1996年3月8日修復完成重新發電。
2001年5月臺電公司因應政府組織改革，將「東部發電處」改組成「東部發電廠」，清流發電廠改稱為東部發電廠清流機組。

## 設施

### 機組
| 名稱   | 發電機型號                   | 水輪機型號                             | 機組數量 | 發電方式 | 有效落差（公尺） | 單一機組用水量（CMS） | 容量（MW） | 位置               | 商轉日期       | 狀態   |
| ------ | ---------------------------- | -------------------------------------- | -------- | -------- | ---------------- | --------------------- | ---------- | ------------------ | -------------- | ------ |
| 一號機 | 中華民國大同公司製感應發電機 | 中華民國大同公司製橫軸法蘭西斯式水輪機 | 1        | 川流式   | 105              | 4.9CMS                | 4.2MW      | 花蓮縣秀林鄉銅門村 | 1983年12月29日 | 商轉中 |

### 管理
- 電廠名稱：東部發電廠清流機組
- 管理單位：臺灣電力公司東部發電廠
- 廠內編制：無（遠端遙控）

### 設施
- 廠房類型：露天式
- 取水來源：清水溪 - 木瓜溪支流（清流壩）
- 壓力鋼管：一條

## 圖集

### 廠區

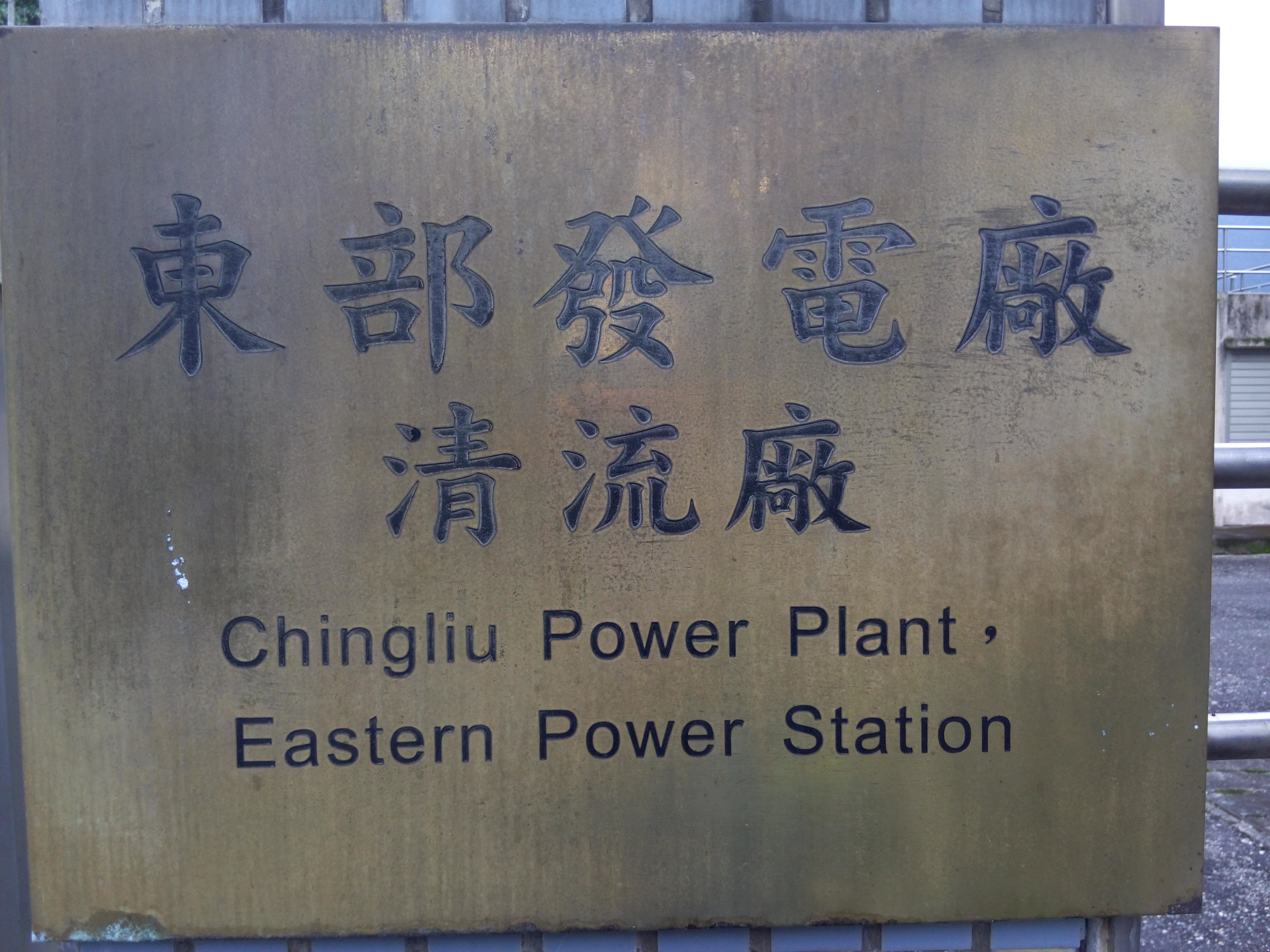
清流機組門牌
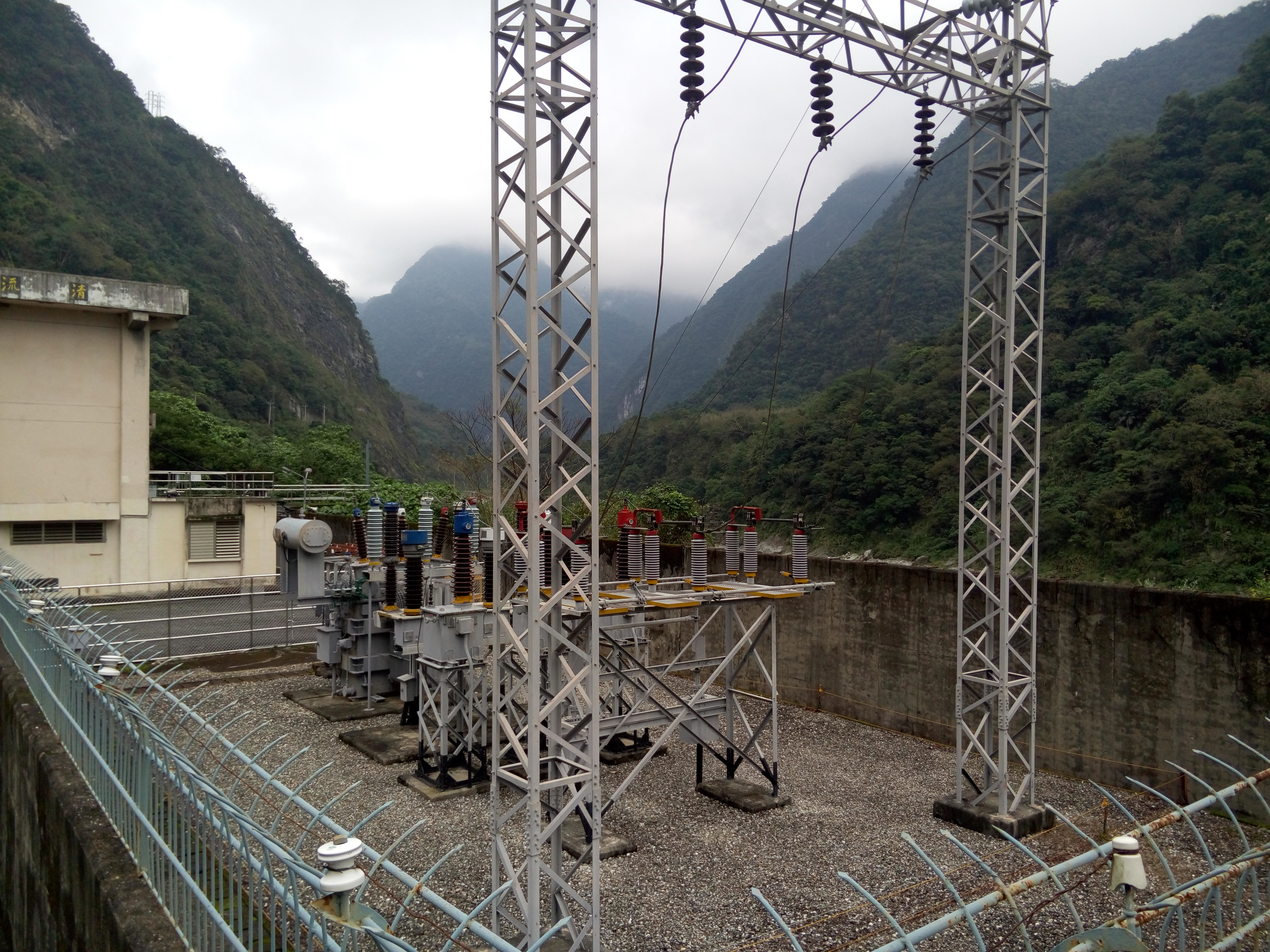
清流機組開關廠
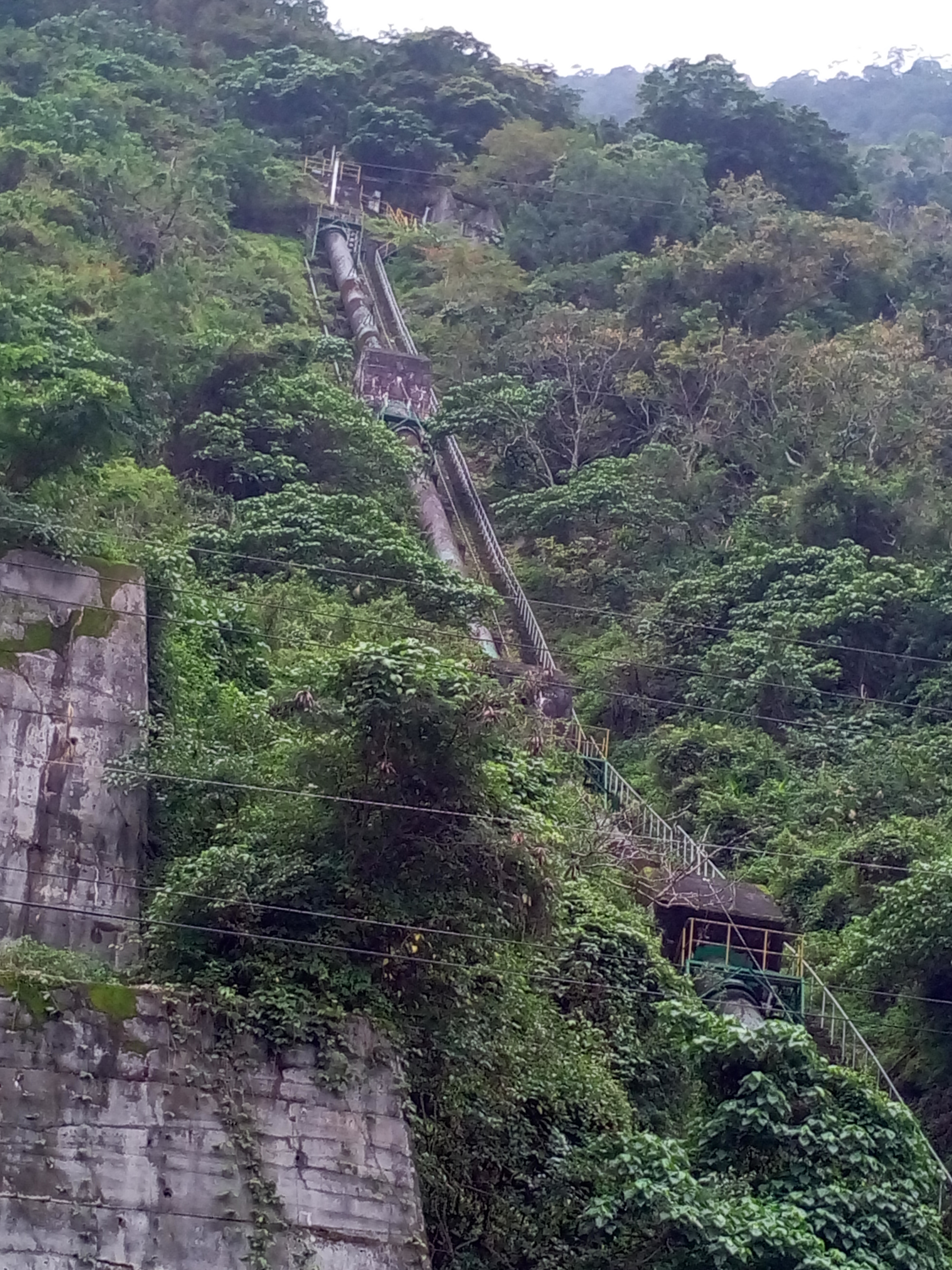
清流機組壓力鋼管
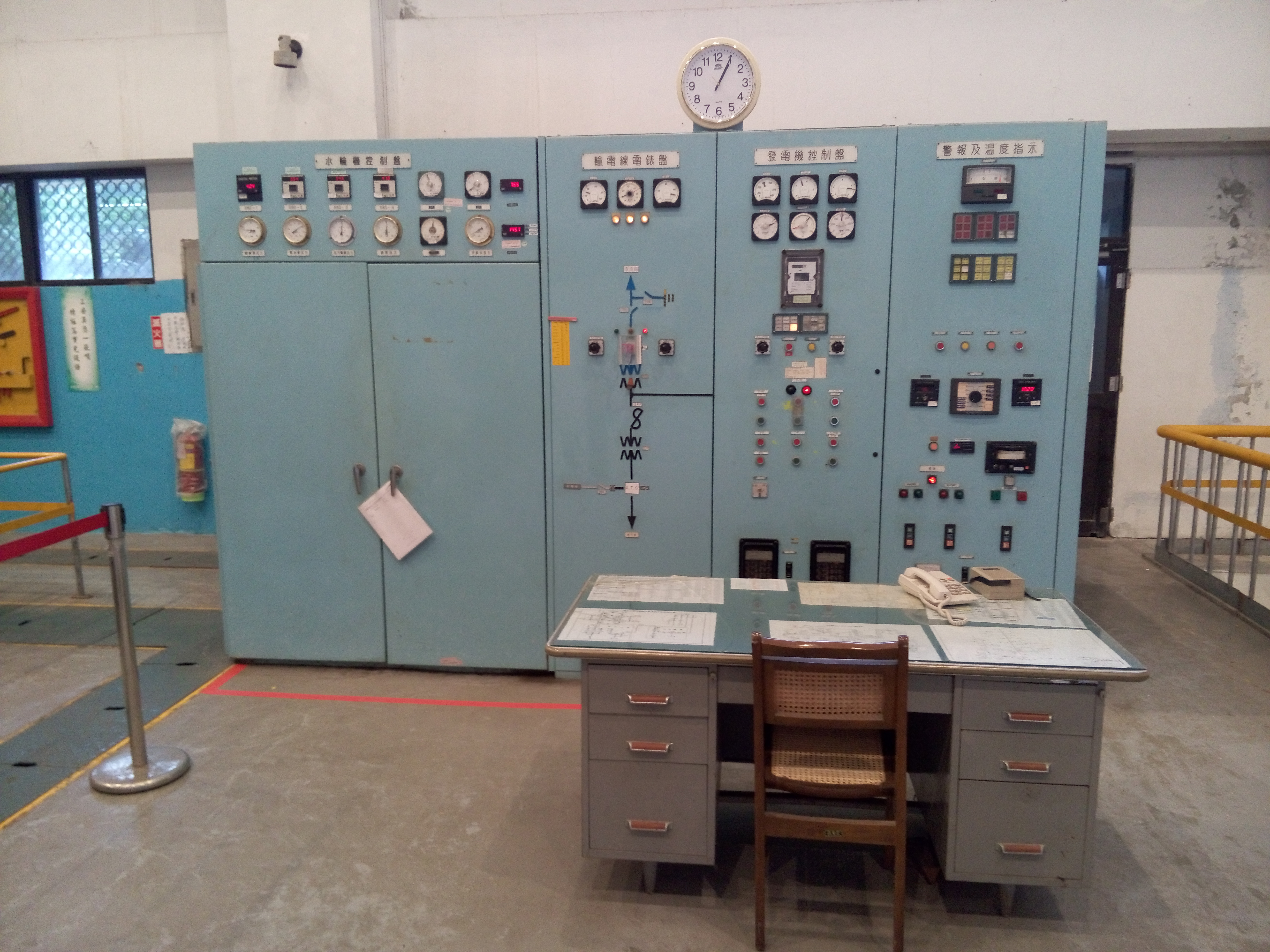
清流機組的簡易控制室
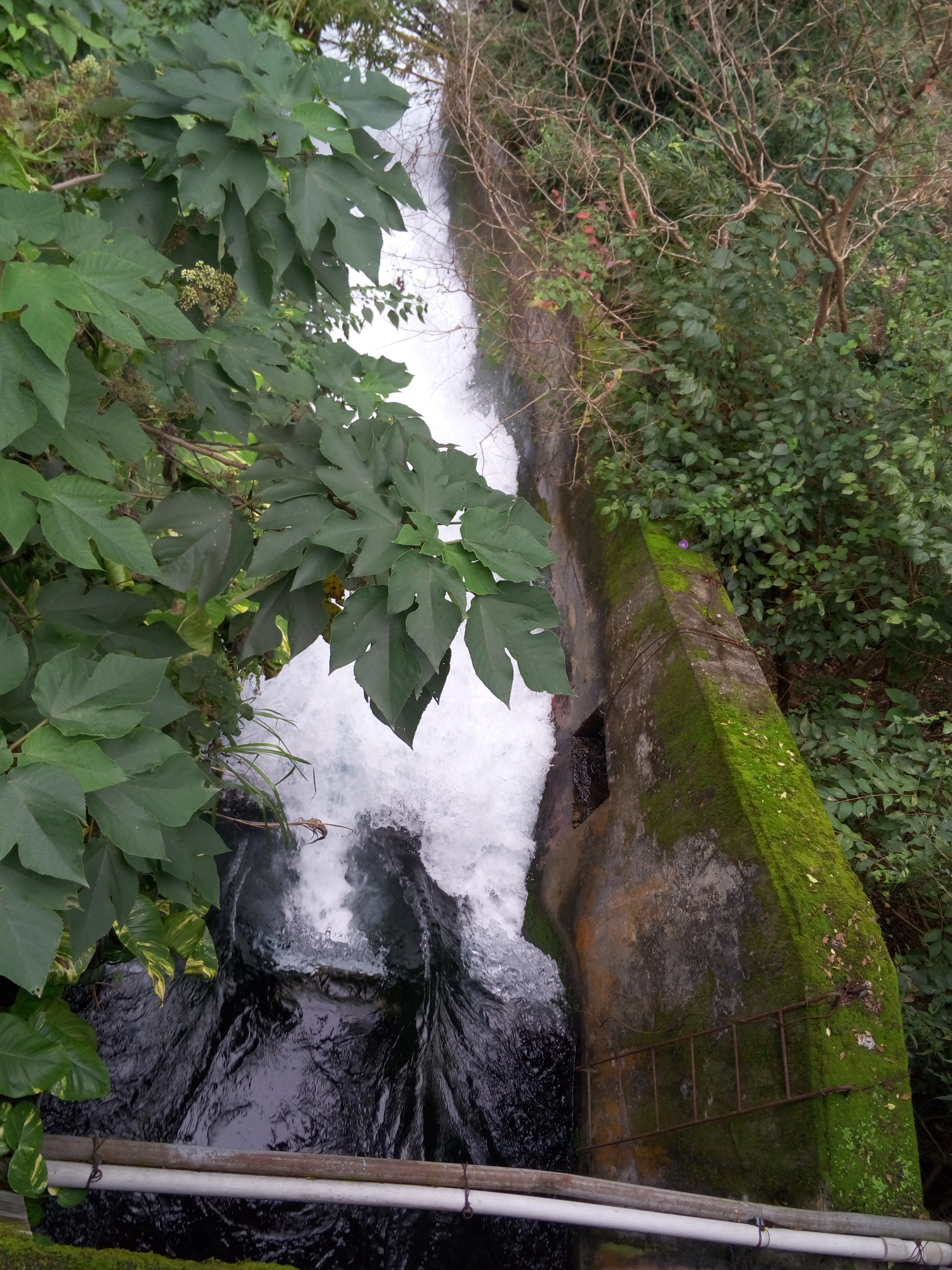
清流機組發電後的尾水出口，尾水排回木瓜溪中

### 發電機

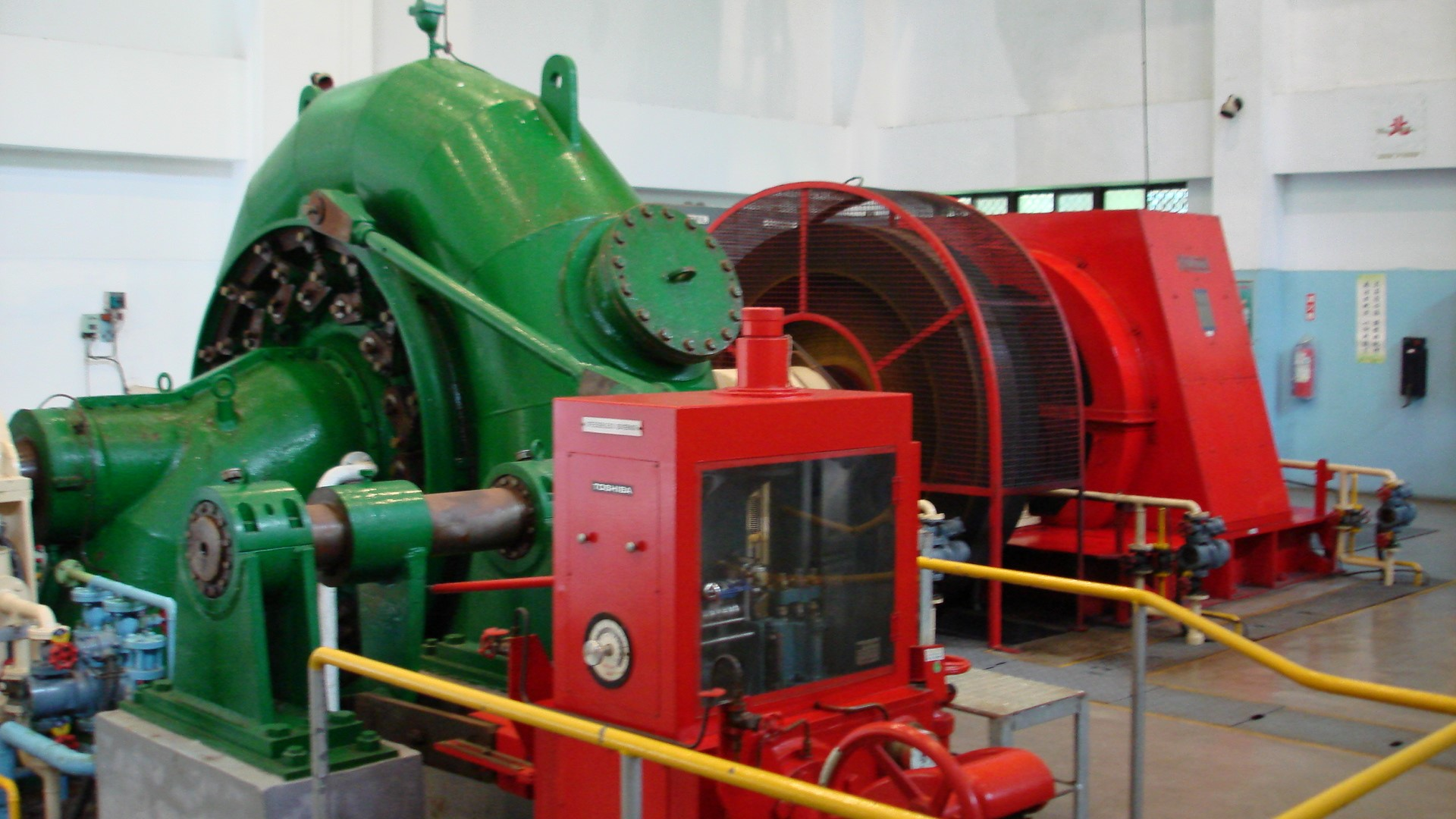
清流機組的發電機組
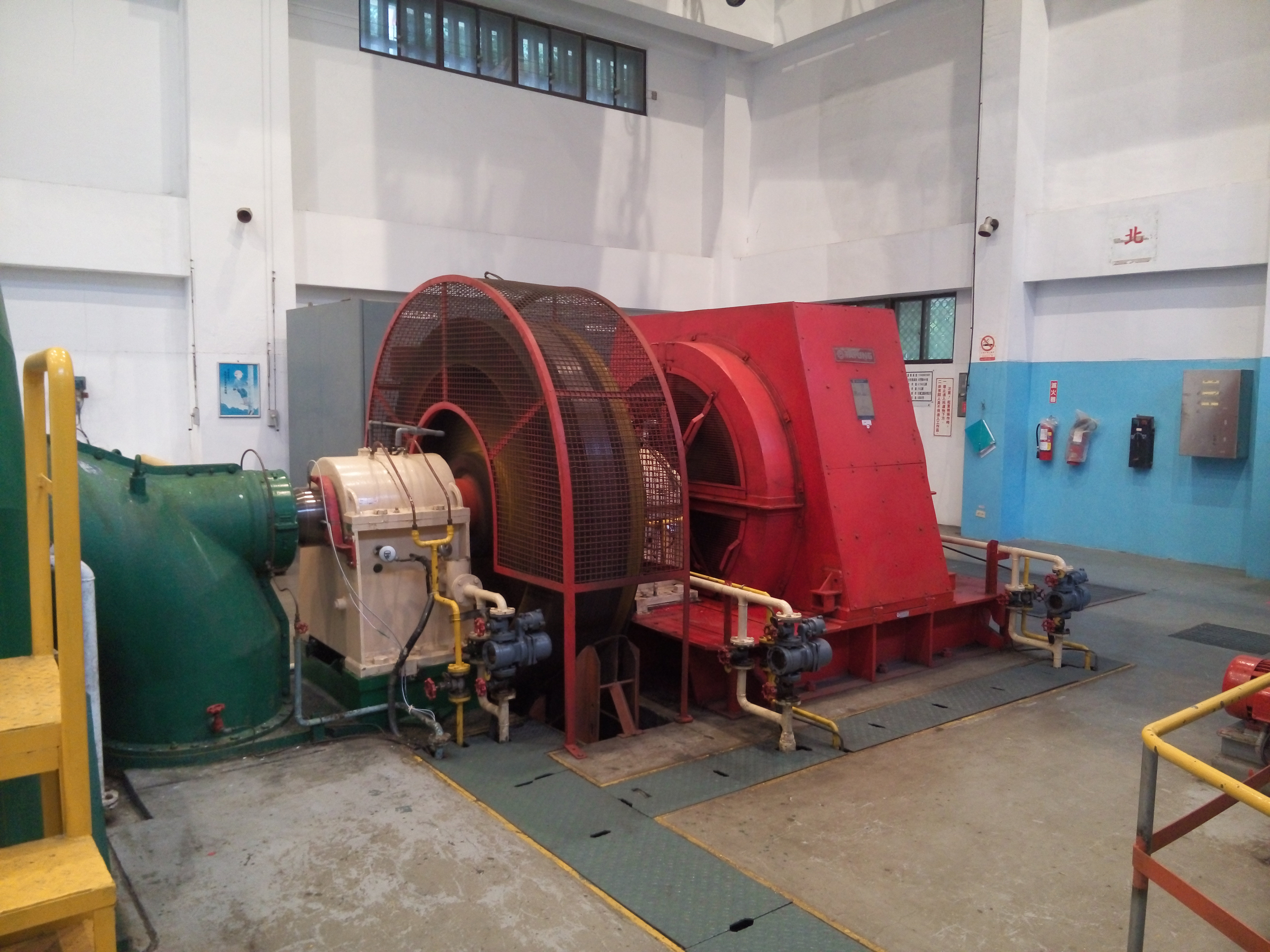
清流機組發電機，紅色柵欄內即為調速機的飛輪
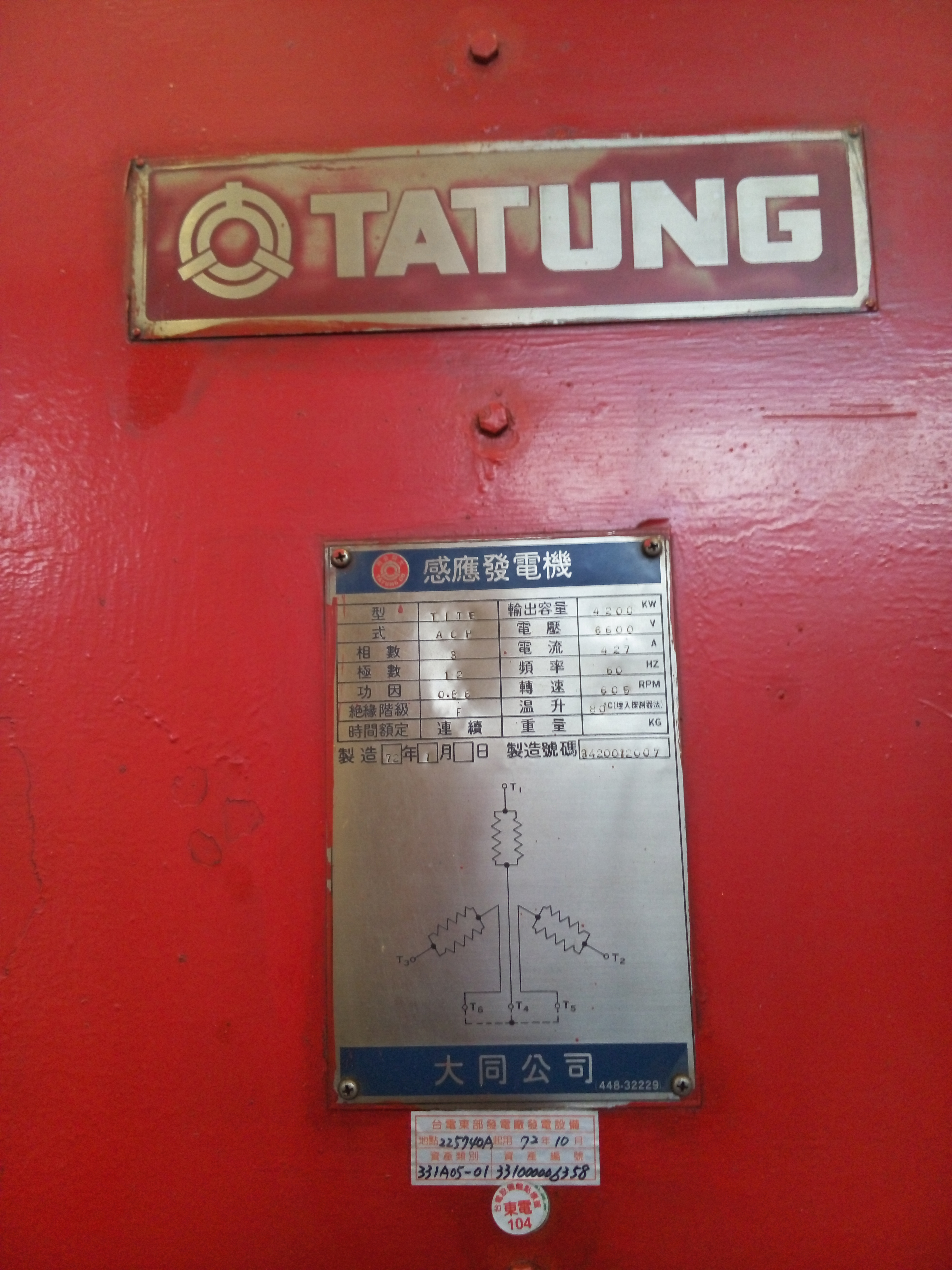
清流機組發電機名牌，臺灣大同公司製
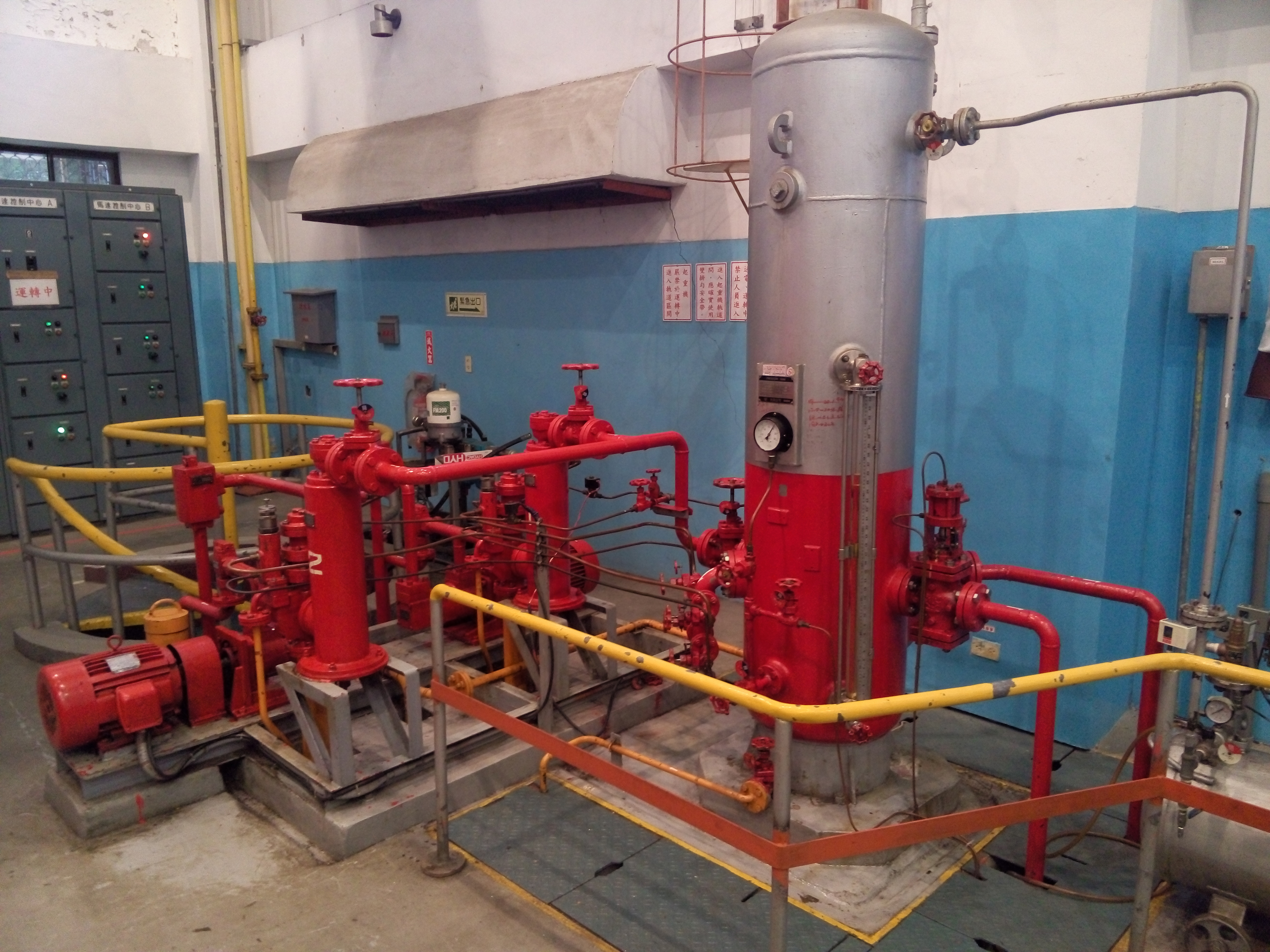
清流機組油壓設備

### 水輪機

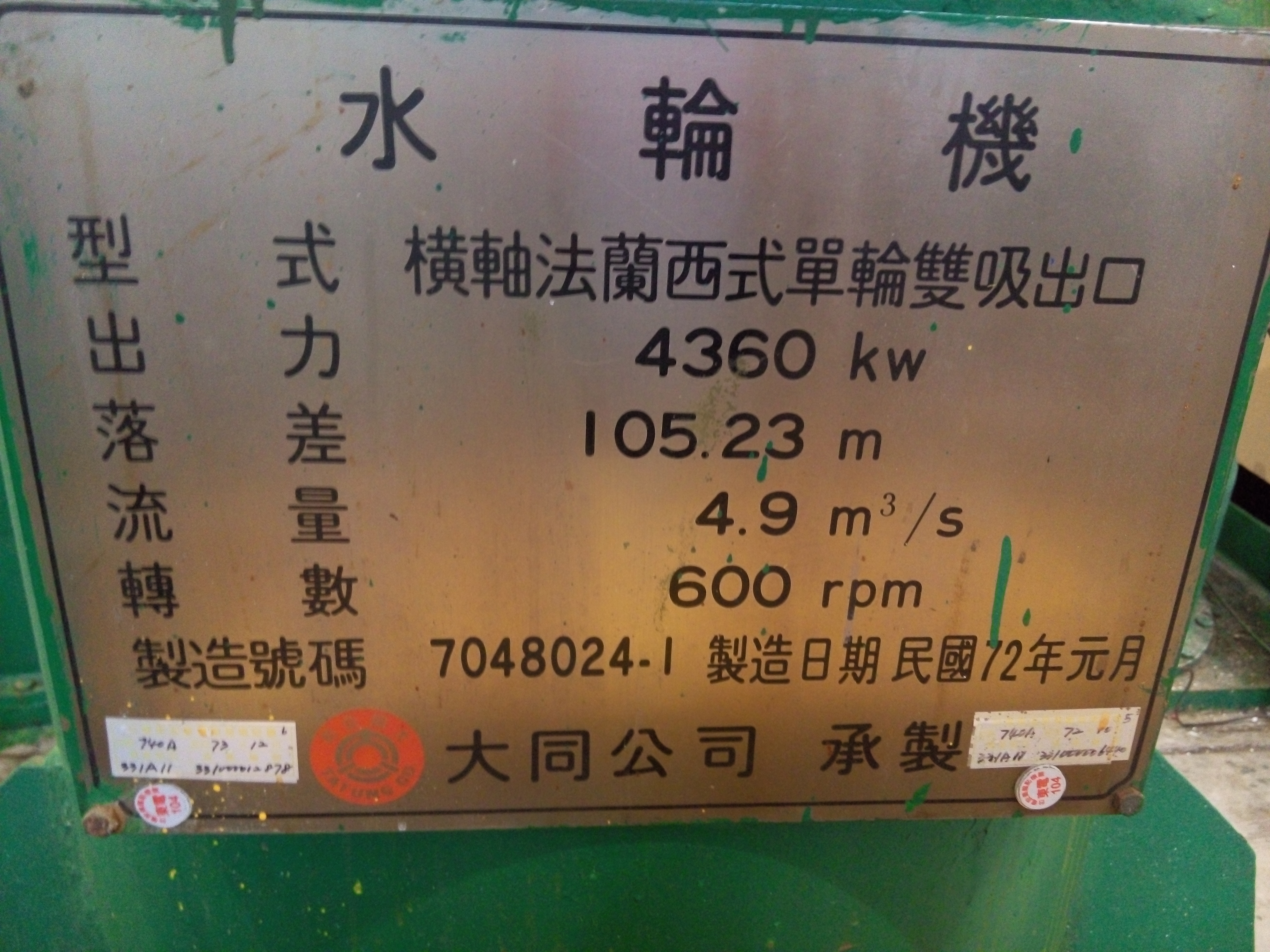
清流機組水輪機名牌
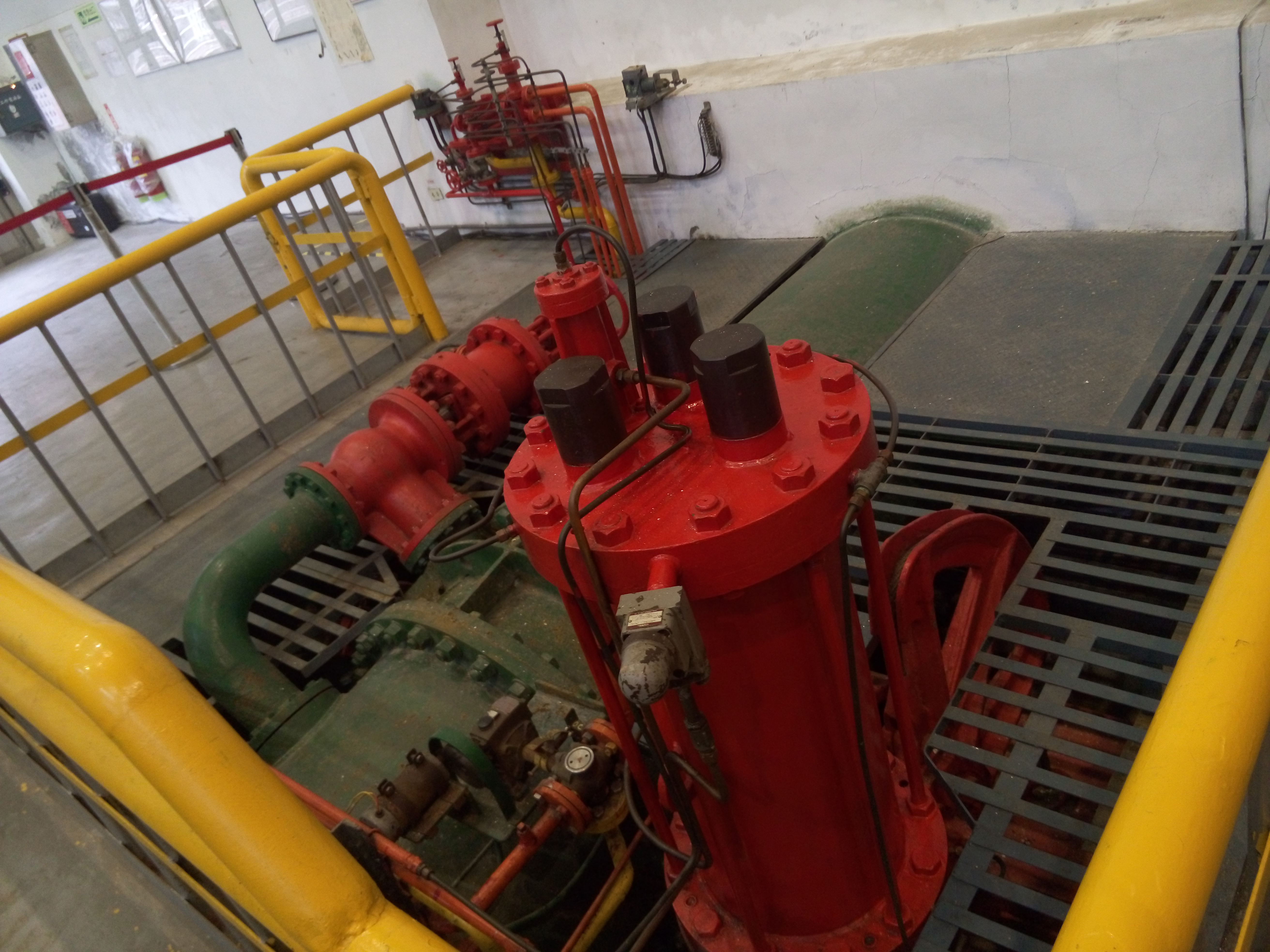
清流機組水輪機主閥
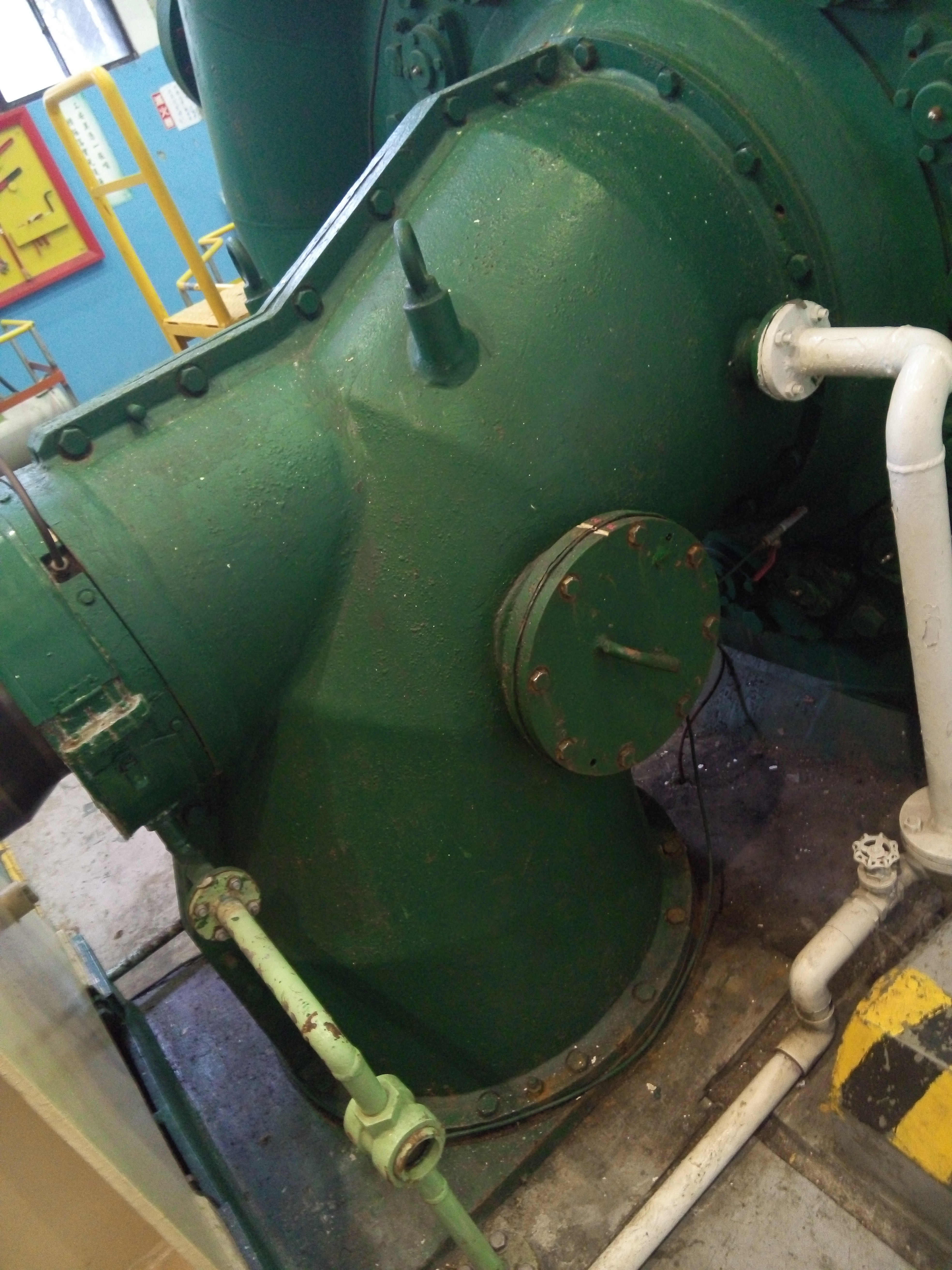
清流機組水輪機左側尾水管
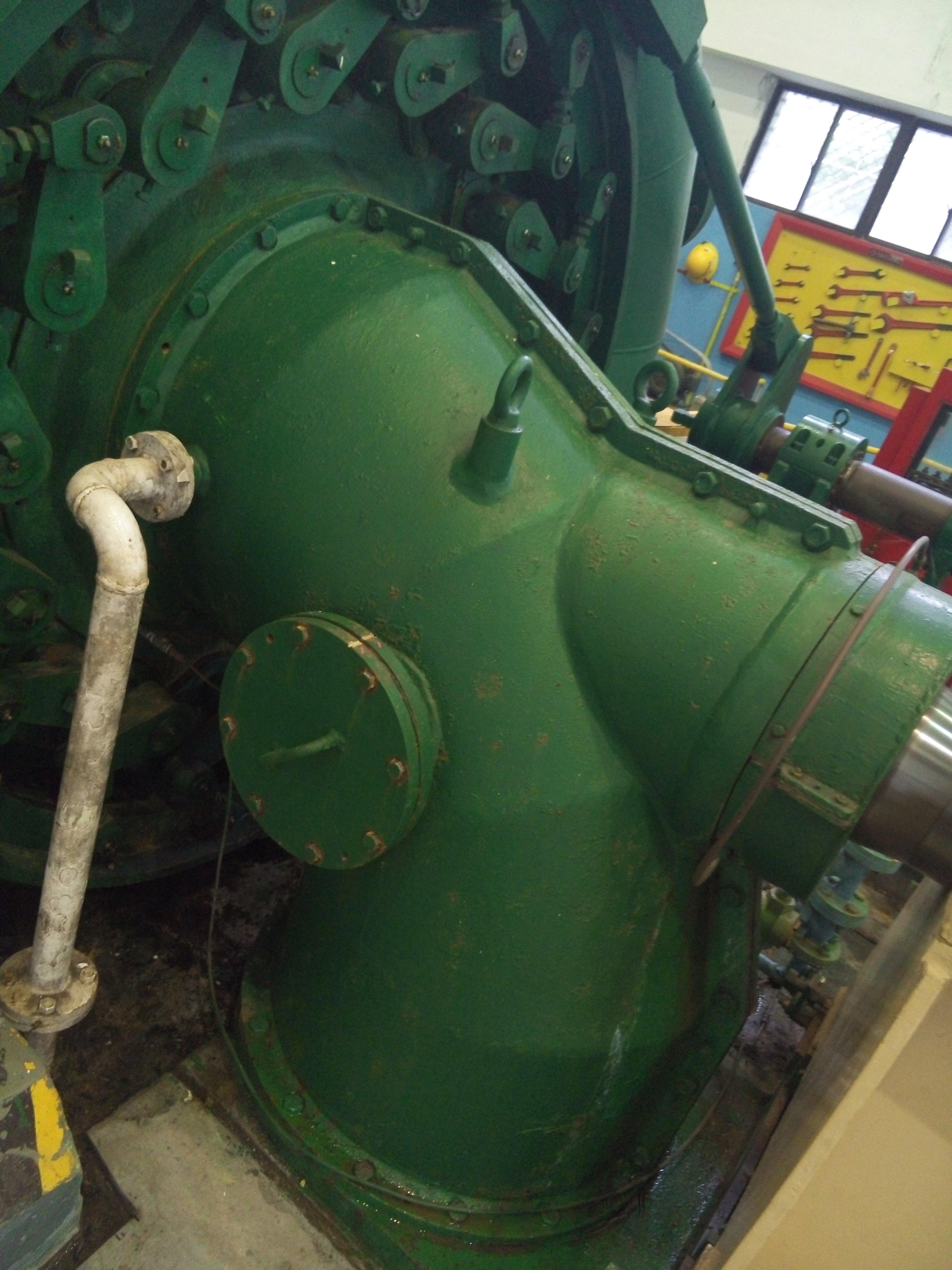
清流機組水輪機右側尾水管
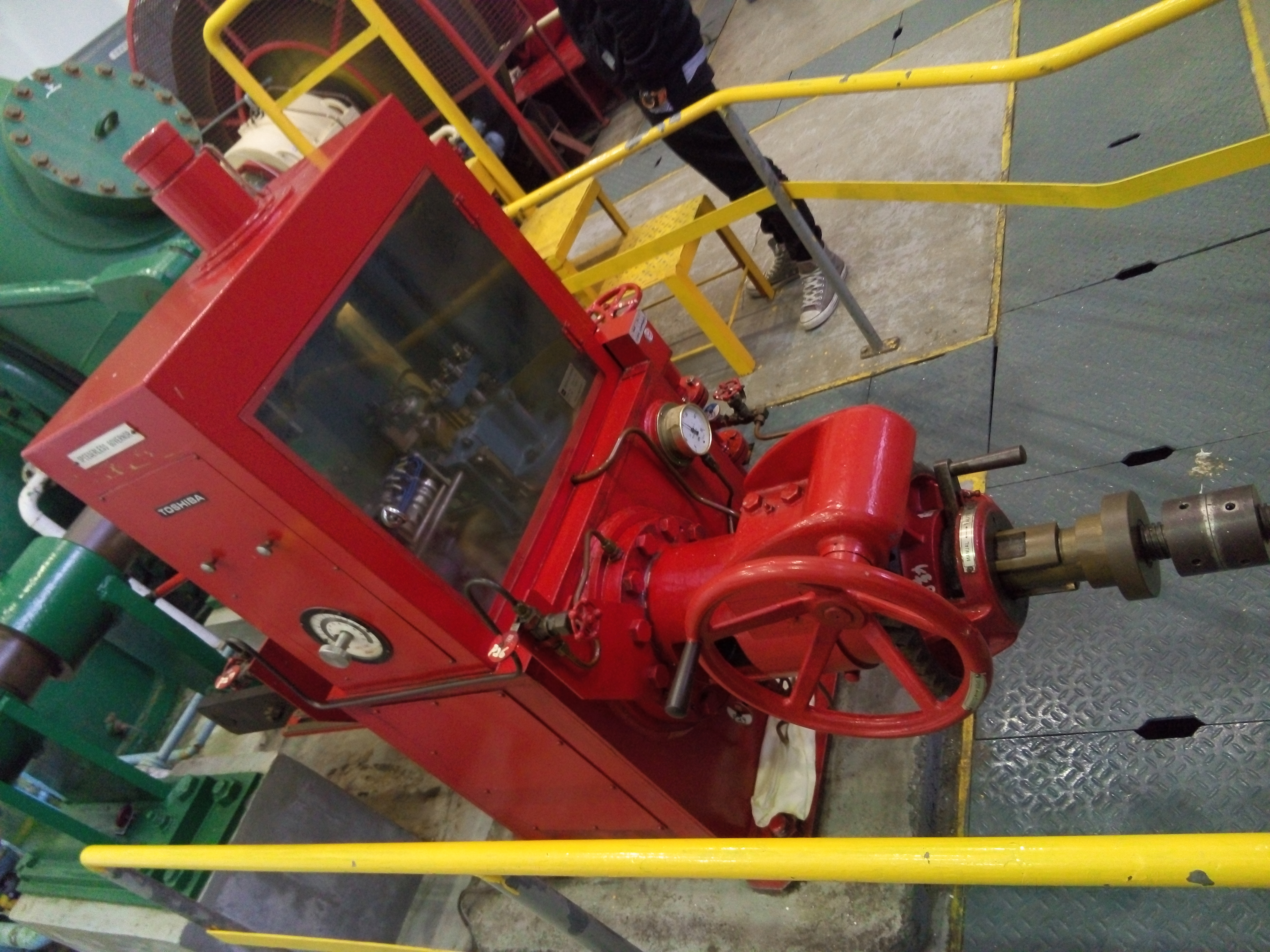
清流機組水輪機導葉調整伺服機

## 鄰近景點
- 慕谷慕魚
- 萬代峽
- 銅門祠

## 外部連結
- （繁體中文）東部發電廠簡介 - 台灣電力公司